# 重溶媒
重溶媒（じゅうようばい、deuterated solvent）は、溶媒分子に含まれる水素原子の一部または全部を重水素に置き換えた溶媒のこと。「重水素化溶媒」と呼ばれることもある。

## 用途
主に核磁気共鳴 (NMR) スペクトル測定に用いられる。通常1H-NMR測定時には試料を溶媒に溶解させる必要があるが、溶媒は圧倒的に量が多いため、普通の溶媒を用いたのでは溶媒の水素原子のピークに埋もれて試料のピークが見えなくなってしまう。このため、プロトンを1H-NMRで検出されない重水素に置き換えた溶媒を用いて測定する方法が取られる。かつて永久磁石を用いたNMRの時代には、水素原子を含まない四塩化炭素などを溶媒として用いたこともあったが、現在のNMRは重水素でロックをかけるため、重溶媒の使用が多くの場合必須である。
この他、重水素を含んだ標識化合物の合成に重溶媒を用いることがある。

## 種類
NMRに用いる重溶媒は安定で吸湿せず、多くの化合物を溶解し、安価（高価な重水素を多く含まず、合成しやすい）であることが望ましい。この条件を満たすのが重クロロホルム（CDCl3）で、最もよく用いられる。次いで重DMSO（(D3C)2S=O）、重メタノール（CD3OD）、重水（D2O）などが用いられる他、テトラヒドロフラン・アセトニトリル・ジクロロメタン・ベンゼン・トルエン・N,N-ジメチルホルムアミドなど代表的な溶媒の重水素化体が市販され、入手可能である。

## 表記
重溶媒は含んでいる重水素の数を表すため「クロロホルム-d」「DMSO-d6」などと表記する。一部だけ重水素化されているものは「メタノール-d1」(CH3OD)、「ベンゼン-1,3,5-d3」などと書き表すこともある。

## 内部標準
NMRの測定に当たって、規準となるピークを決める必要がある。一般には重溶媒にテトラメチルシラン(TMS)を少量（0.05%程度)添加し、そのピークを0ppmとして他のピークのシフト位置を決定する方法が標準的である。TMSが用いられるのは、試料のピークとほとんど重なることがない場所に鋭い一重線のピークを与えること、安定で試料や溶媒と反応しないことなどの理由による。同時に、溶媒物質の与えるピークがサンプルのピークと干渉しない場合、溶媒に残留するH(CDCl3の場合であればCHCl3のH)を標準に用い２点校正とする場合が多い。予測されるサンプルのピークと干渉しない溶媒が選択できない場合はd化率の極めて高い溶媒を用いる事となるので、溶媒のピークを校正点とすることはできない。
TMSは水には溶けないので、重水でNMRを測定する場合には3-(トリメチルシリル)-1-プロパンスルホン酸ナトリウム(DSS)などが内部標準物質として用いられることがある。あらかじめこれらの内部標準物質を添加してある重溶媒も市販されている。

## 保存
重DMSOや重メタノールなど吸湿性のある溶媒では、保管中に空気中の水分を吸い込み、このピークがスペクトルの判読を妨害することがある。このためこれらの溶媒ではモレキュラーシーブなどを添加しておくか、気密性のある容器に保存して使用時はシリンジで吸い出すなどの必要がある。重クロロホルムではこれらの心配はあまりないが、分解・TMSの揮発を避けるため遮光・密栓保存することが望ましい。NMR測定用の重クロロホルムには、通常クロロホルムに加えられているアルコール等の有機安定剤が添加できないため、製品によっては安定化のために銀の小片が入れられている。

## 重溶媒のピーク
市販されている重溶媒はごくわずかに軽水素が残存しているものが多い（D化率100%のものもある）。また試料や重溶媒に水分が含まれてしまうことは多くの場合避けられない。NMRチャートに観察されるこれらのピークの位置は次の通りである（水のピークは条件によって変動しやすく、またブロード化することもある）。
- 重クロロホルム　δ7.24　（水）δ1.5
- 重DMSO　δ2.49　（水）　δ3.35
- 重メタノール　δ3.30　（水）　δ4.9
- 重アセトニトリル　δ1.93　（水）δ2.1
- 重ジクロロメタン　δ5.32　（水）δ1.55
- 重水　δ4.63　（HDO）δ4.75
- 重DMF　δ2.74　2.91　8.01　（水）δ3.0